# Ломбарди, Даг
Даг Ломбарди — менеджер по связям с общественностью и директор по маркетингу компании Valve.
Также является музыкантом. Вместе с Крисом Дженсеном основал собственную музыкальную группу RB Productions, экспериментальный проект в жанре Ambient/Электронная музыка в Области Залива Сан-Франциско приблизительно в 1985. В группе Дженсен отвечает за акустическое фортепьяно, звуковые эффекты, семплинг и ритм-девайсы, а также является главным клавишником. Ломбарди является главным вокалистом, гитаристом, басистом и клавишником, а также программирует машину барабана. Стиль Ломбарди создан под влиянием Битлз, Дэвида Боуи, Джеймса Брауна и Иана Хантера.
На официальном сайте Valve его работа описывается так:
After years in the music industry, Doug decided to get a real job. Then he came to his senses and made the decision to get into the gaming industry instead. During his time in gaming, he has worked on the launch of websites, magazines, and games. As VP of Marketing at Valve, he helps manage and coordinate third-party relations, marketing and press activities.
Даг Ломбарди руководит маркетингом всех игр Valve, начиная с Half-Life.